# Lucas Ribeiro (Fußballspieler, 2000)
Lucas Nelson Ribeiro (* 10. Juli 2000 in Montevideo) ist ein uruguayischer Fußballspieler.

## Karriere
Ribeiro begann seine Karriere beim CA Cerro. Im Juli 2017 erhielt er einen Vorvertrag beim österreichischen Bundesligisten FK Austria Wien. Austria Wien konnte den Spieler noch nicht verpflichten, da er zu jenem Zeitpunkt erst 17 Jahre alt war.
Nach seinem 18. Geburtstag wurde Ribeiro schließlich im Juli 2018 von der Austria unter Vertrag genommen, wo er für die Zweitmannschaft zum Einsatz kommen soll. Sein Debüt in der 2. Liga gab er im August 2018, als er am fünften Spieltag der Saison 2018/19 gegen den SV Lafnitz in der Startelf stand und in der 53. Minute durch Randy Montie ersetzt wurde. Nach drei Zweitligaeinsätzen wurde er im Februar 2020 zurück nach Uruguay an Liverpool Montevideo verliehen.